# 別斯蘭·穆德拉諾夫
別斯蘭·穆德拉諾夫（俄语：Беслан Заудинович Мудранов，1986年7月7日—）為俄羅斯卡巴爾達-巴爾卡爾裔柔道運動員（自2008年起）和前桑博、角力運動員（2003–2008）。